# Algímia d'Alfara
Algímia d'Alfara és un municipi del País Valencià situat a la comarca del Camp de Morvedre.

## Geografia
El municipi està situat entre el riu Palància i els vessants septentrionals de la Serra Calderona. Té una superfície accidentada, encara que en la ribera del Palància existixen planes de poca extensió. Les principals altures són: Picaio (347 m), Rodeno (399 m) i Clapissa (447 m). Per l'extrem oriental passa el riu que fa de límit natural amb el terme de Sagunt. El clima és mediterrani.
Més d'una quarta part de la seua superfície està coberta de bosc, principalment pins i bosc baix (coscolla, farigola i romaní). Hi ha pastures d'hivern, que s'arrenden tots els anys per a bestiars de Castelló i Terol.
Limita amb Alfara de la Baronia, Torres Torres, Quart de les Valls i Sogorb (a la comarca de l'Alt Palància). S'accedix al municipi des de València a través de la A-23 o autovia Mudèjar, prenent després la CV-327.

## Història
Algímia d'Alfara ja estava poblada abans de la conquesta musulmana; va arribar a ser un nucli destacat de la zona, que en 1602 va sobrepassar els 600 habitants. En 1609 tenia 56 cases i estava habitat per 160 famílies de moriscs, abans de quedar completament despoblat després de l'expulsió i es va repoblar al començament de 1611. En 1646 tenia uns 225 habitants, i el senyoriu pertanyia al comte de Villanueva. A partir de 1930 es produïx una forta emigració, principalment cap a Sagunt, per la qual cosa la població va passar de 1.009 habitants en 1930 a 876 en 1994.

## Demografia
La població d'Algímia era d'uns 360 habitants abans de l'expulsió dels moriscs l'any 1609. La crisi poblacional posterior a l'expulsió es va perllongar fins als primers anys del segle xviii, registrant-hi 230 habitants l'any 1713. A partir de llavors el creixement va ser ininterromput fins als primers anys del segle xix: 590 habitants en 1787, 826 en 1877 i 998 en 1910. Des d'eixe moment el descens ha sigut constant fins a la dècada de 2000, en què s'observa una certa recuperació demogràfica. Segons l'INE, en 2017 comptava amb 1.051 habitants censats.
| 1990 | 1992 | 1994 | 1996 | 1998 | 2000 | 2002 | 2004 | 2005 | 2007  | 2011  | 2013  |
| ---- | ---- | ---- | ---- | ---- | ---- | ---- | ---- | ---- | ----- | ----- | ----- |
| 861  | 870  | 876  | 829  | 819  | 856  | 939  | 969  | 980  | 1.053 | 1.049 | 1.066 |

## Economia
La major part de la superfície del terme està dedicada a cultius de secà, principalment garroferes, oliveres i vinyes. La superfície de regadiu està plantada de tarongers i productes de l'horta per al consum domèstic.
Hi ha diverses indústries dedicades a la fabricació de material de construcció i fusteria. També hi ha pedreres de calcària i pòrfirs, i jaciments d'argila i caolí.

## Política i govern

### Composició de la Corporació Municipal
El Ple de l'Ajuntament està format per 9 regidors. En les eleccions municipals de 26 de maig de 2019 foren elegits 5 regidors d'Algimia en Moviment (AEM) i 4 del Partit Socialista del País Valencià (PSPV-PSOE).
| Eleccions municipals de 26 de maig de 2019 - Algímia d'Alfara                                                                 |                                          |                                     |                                     |      |          |          |
| Candidatura | Candidatura                              | Candidatura                         | Cap de llista                       | Vots | Vots     | Regidors |
| | Algímia en Moviment                      |                                     | Ernest Buralla Montal               | 379  | 57,08%   | 5 (+5)   |
| | Partit Socialista del País Valencià-PSOE |                                     | Francisco Salt Mocholí              | 257  | 38,70%   | 4 (-2)   |
| | Altres candidatures                      |                                     |                                     | 26   | 3,92%    | 0 ( -3)  |
| | Vots en blanc                            |                                     |                                     | 2    | 0,30%    |          |
| Total vots vàlids i regidors                                                                                                  | Total vots vàlids i regidors             | Total vots vàlids i regidors        | Total vots vàlids i regidors        | 664  | 100 %    | 9        |
| | Vots nuls                                | Vots nuls                           | Vots nuls                           | 11   | 1,63%    |          |
| Participació (vots vàlids més nuls)                                                                                           | Participació (vots vàlids més nuls)      | Participació (vots vàlids més nuls) | Participació (vots vàlids més nuls) | 675  | 83,75%** |          |
| Abstenció | Abstenció                                | Abstenció                           | Abstenció                           | 131* | 16,25%** |          |
| Total cens electoral | Total cens electoral                     | Total cens electoral                | Total cens electoral                | 806* | 100 %**  |          |
| Alcalde: Ernest Buralla Montal (AEM) (15/06/2019) Per majoria absoluta dels vots dels regidors (5 vots d'AEM)                 |                                          |                                     |                                     |      |          |          |
| Fonts: JEC, JEZ Sagunt, M. Interior, Periòdic Ara. (* No són vots sinó electors. ** Percentatge respecte del cens electoral.) |                                          |                                     |                                     |      |          |          |

### Alcaldes
Des de 2015 l'alcalde d'Algímia d'Alfara és Ernest Buralla Montal que en 2015 es presentà pel Partit Socialista del País Valencià (PSPV-PSOE) i en 2019 per Algímia en Moviment (AEM).
| Període                       | Alcalde o alcaldessa    | Partit polític | Data de possessió | Observacions |
| ----------------------------- | ----------------------- | -------------- | ----------------- | ------------ |
| 1979–1983                     | Enrique Navarro Company | CI             | 19/04/1979        | --           |
| 1983–1987                     | Manuel Gómez Amer       | PSPV-PSOE      | 28/05/1983        | --           |
| 1987–1991                     | Enrique Navarro Company | AP             | 30/06/1987        | --           |
| 1991–1995                     | Manuel Gómez Amer       | PSPV-PSOE      | 15/06/1991        | --           |
| 1995–1999                     | Francisco Salt Mocholí  | PSPV-PSOE      | 17/06/1995        | --           |
| 1999–2003                     | Francisco Salt Mocholí  | PSPV-PSOE      | 03/07/1999        | --           |
| 2003–2007                     | Francisco Salt Mocholí  | PSPV-PSOE      | 14/06/2003        | --           |
| 2007–2011                     | Francisco Salt Mocholí  | PSPV-PSOE      | 16/06/2007        | --           |
| 2011–2015                     | Francisco Salt Mocholí  | PSPV-PSOE      | 11/06/2011        | --           |
| 2015–2019                     | Ernest Buralla Montal   | PSPV-PSOE      | 13/06/2015        | --           |
| 2019-2023                     | Ernest Buralla Montal   | AEM            | 15/06/2019        | --           |
| Des de 2023                   | n/d                     | n/d            | 17/06/2023        | --           |
| Fonts: Generalitat Valenciana |                         |                |                   |              |

## Monuments

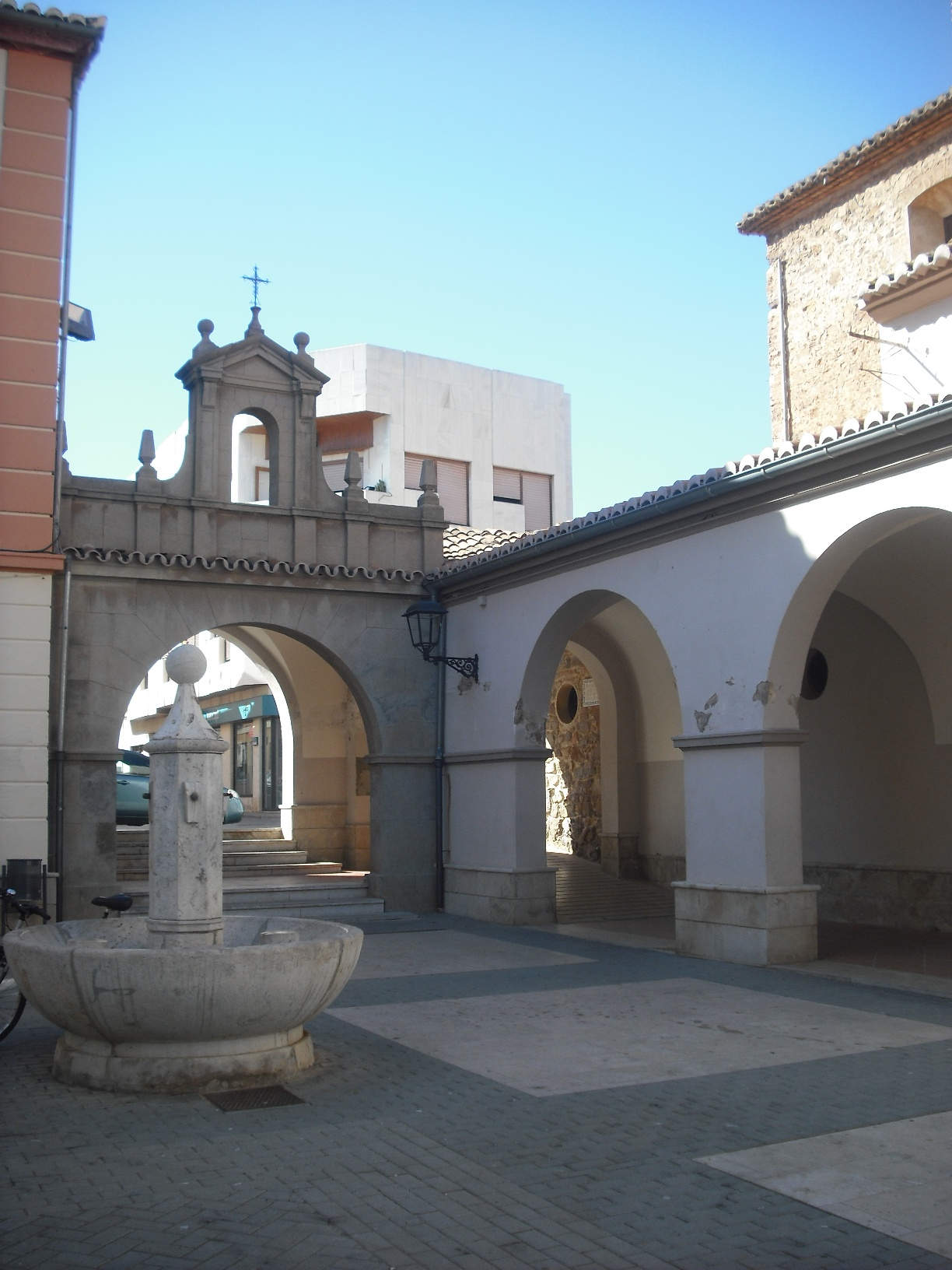
Plaça de l'Església.

- Església de Sant Vicent Ferrer. Va ser construïda en el segle xvi. Fins a 1574 la parròquia era annexa a la de Torres Torres.
- Ermita de la Mare de Déu dels Desemparats.

## Llocs d'interés
- Paratge de la Font del Comte.
- Via verda d'Ojos Negros.

## Festes locals
El primer diumenge d'agost es dediquen festes a la Verge dels Desemparats; el segon diumenge de desembre se celebra un porrat. A l'abril se celebra la festa de Sant Vicent Ferrer.